# Юбах-Паленберг
Юбах-Паленберг (нім. Übach-Palenberg) — місто в Німеччині, знаходиться в землі Північний Рейн-Вестфалія. Підпорядковується адміністративному округу Кельн. Входить до складу району Гайнсберг.
Площа — 26,11 км2. Населення становить 23 906 ос. (станом на 31 грудня 2020).

## Галерея

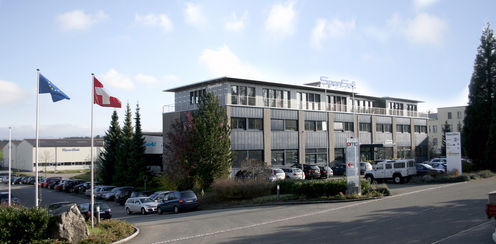
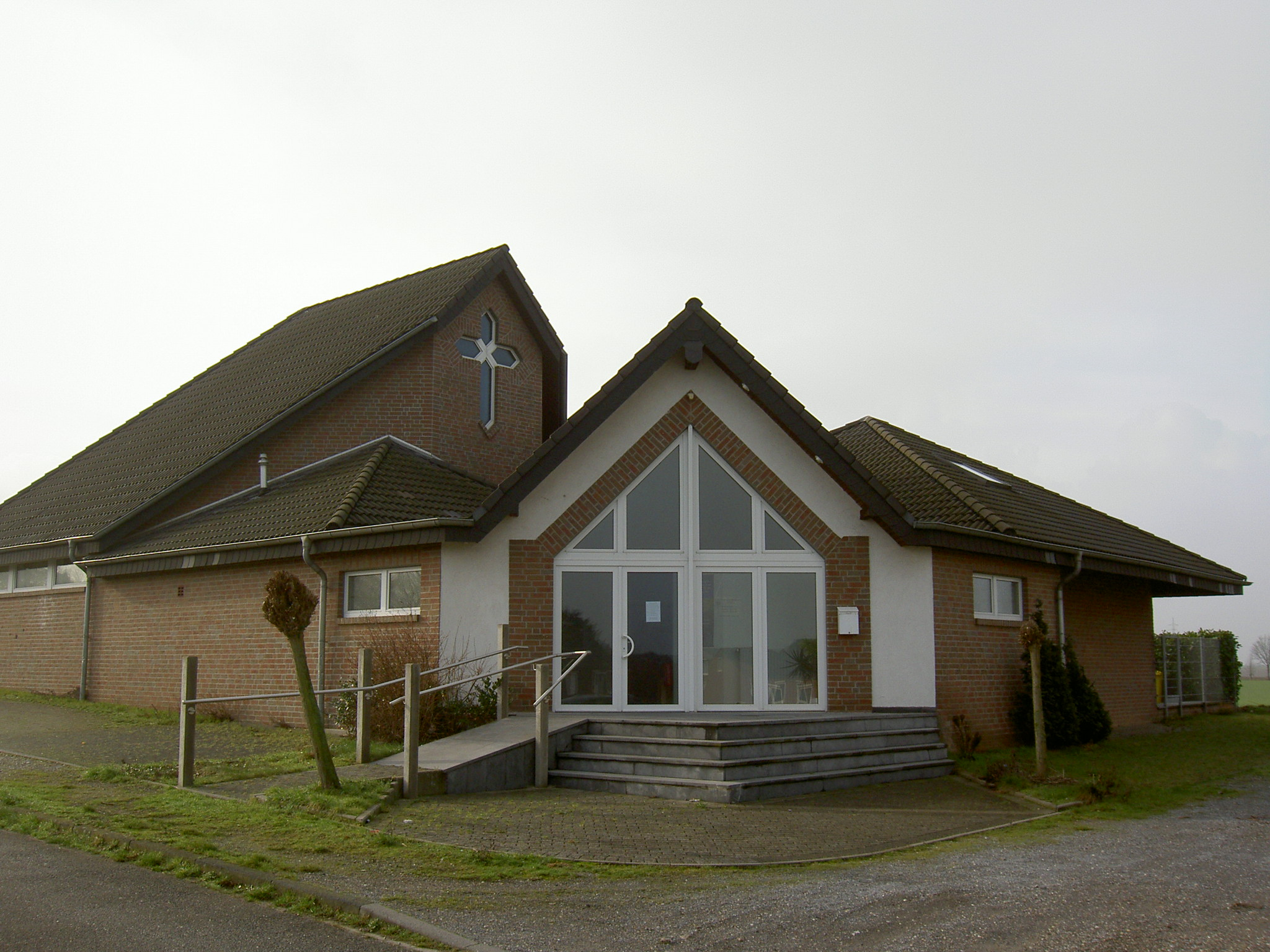
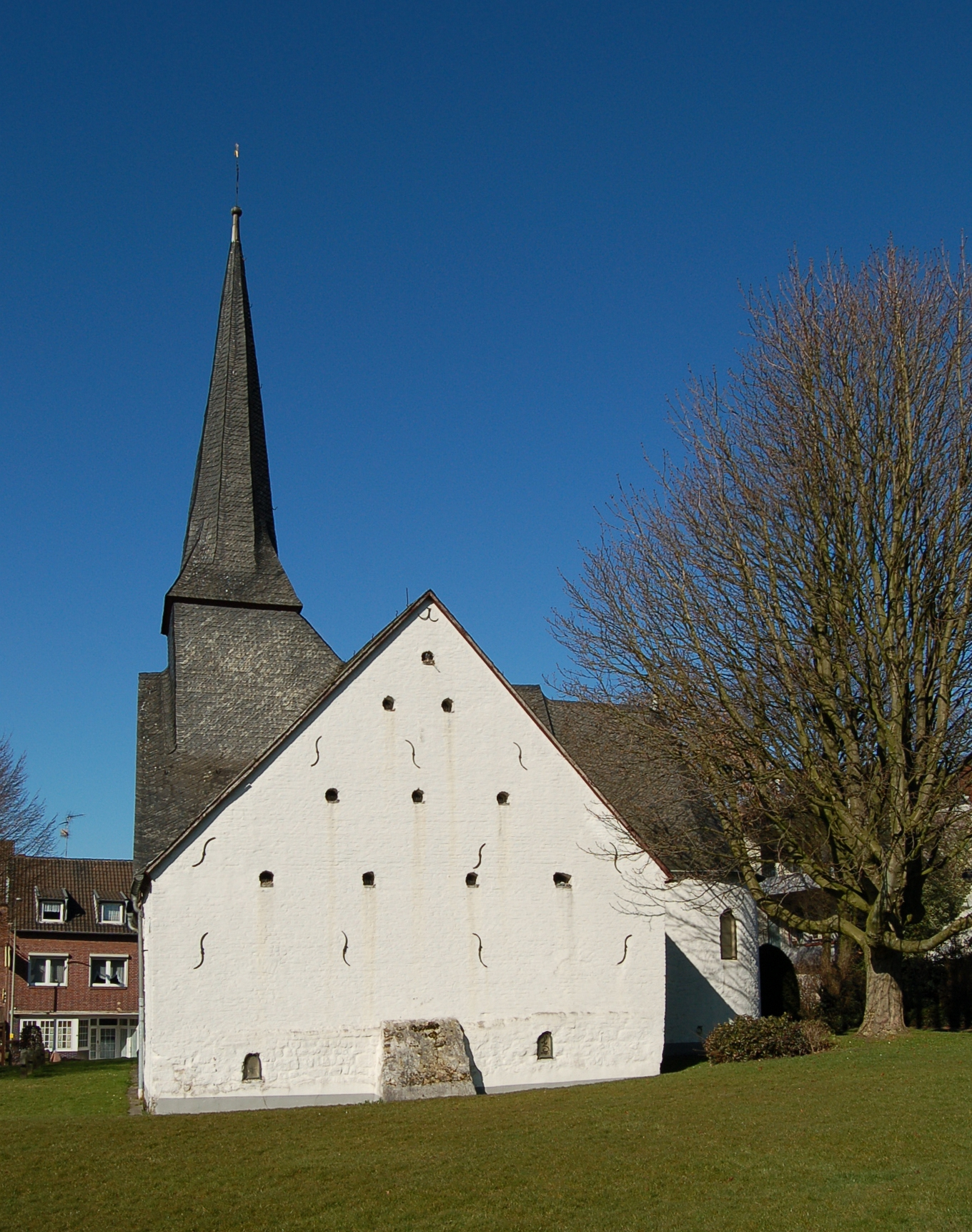
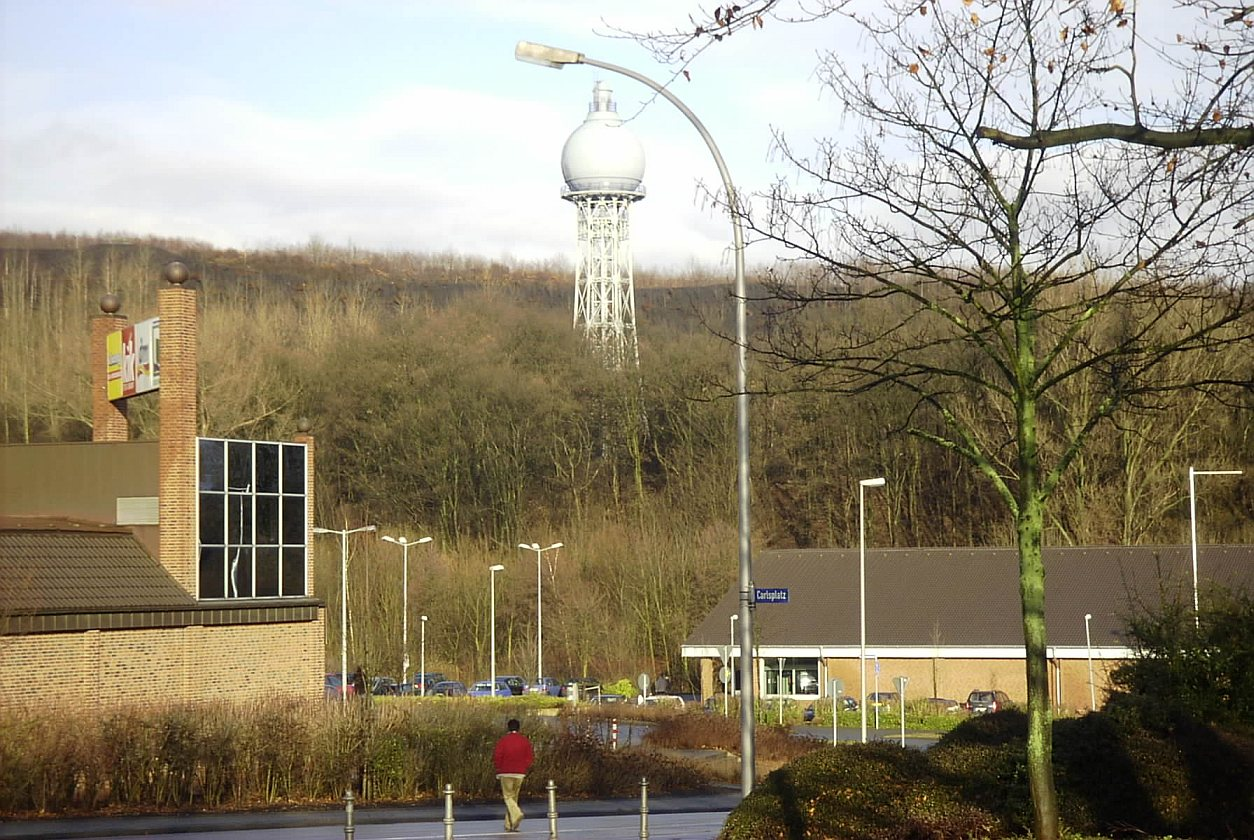
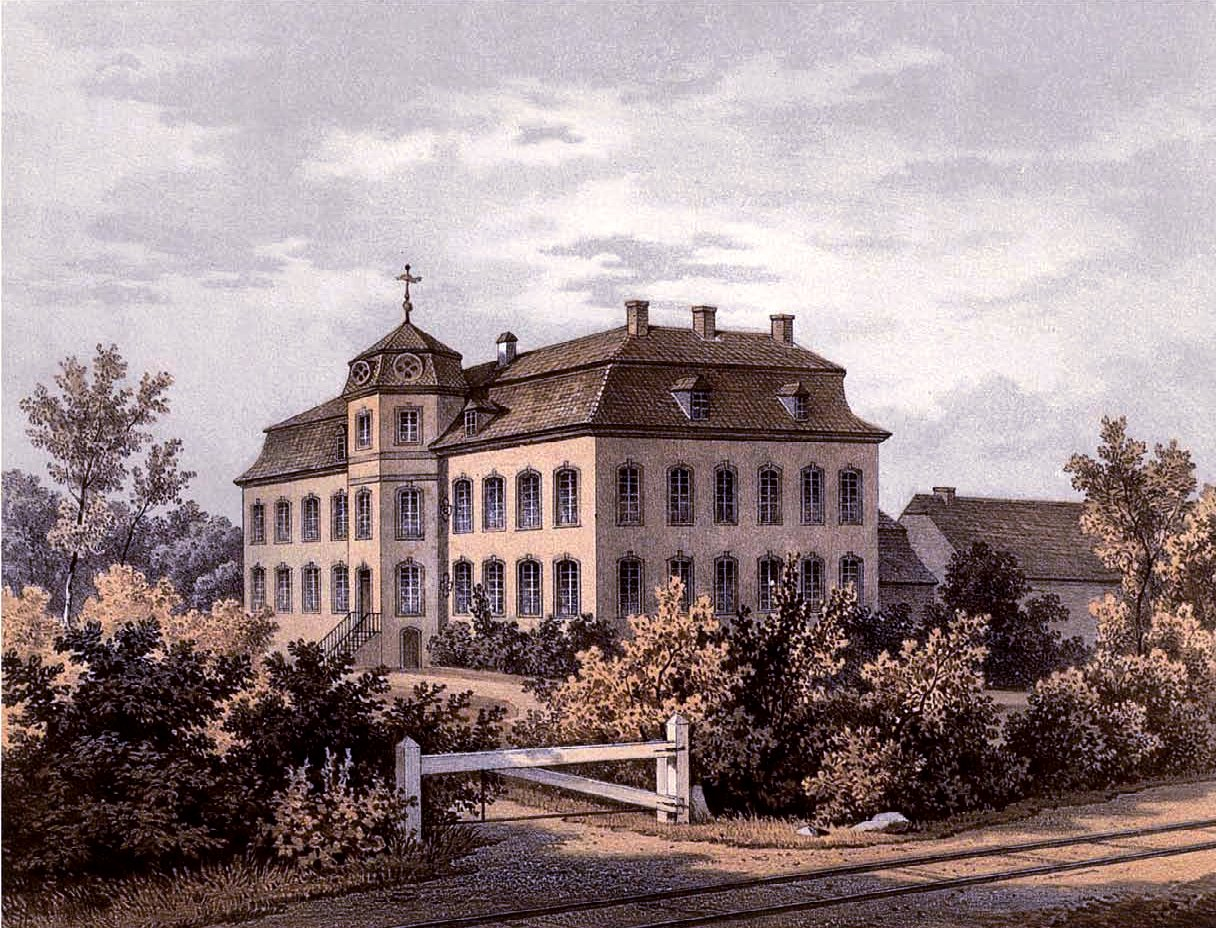
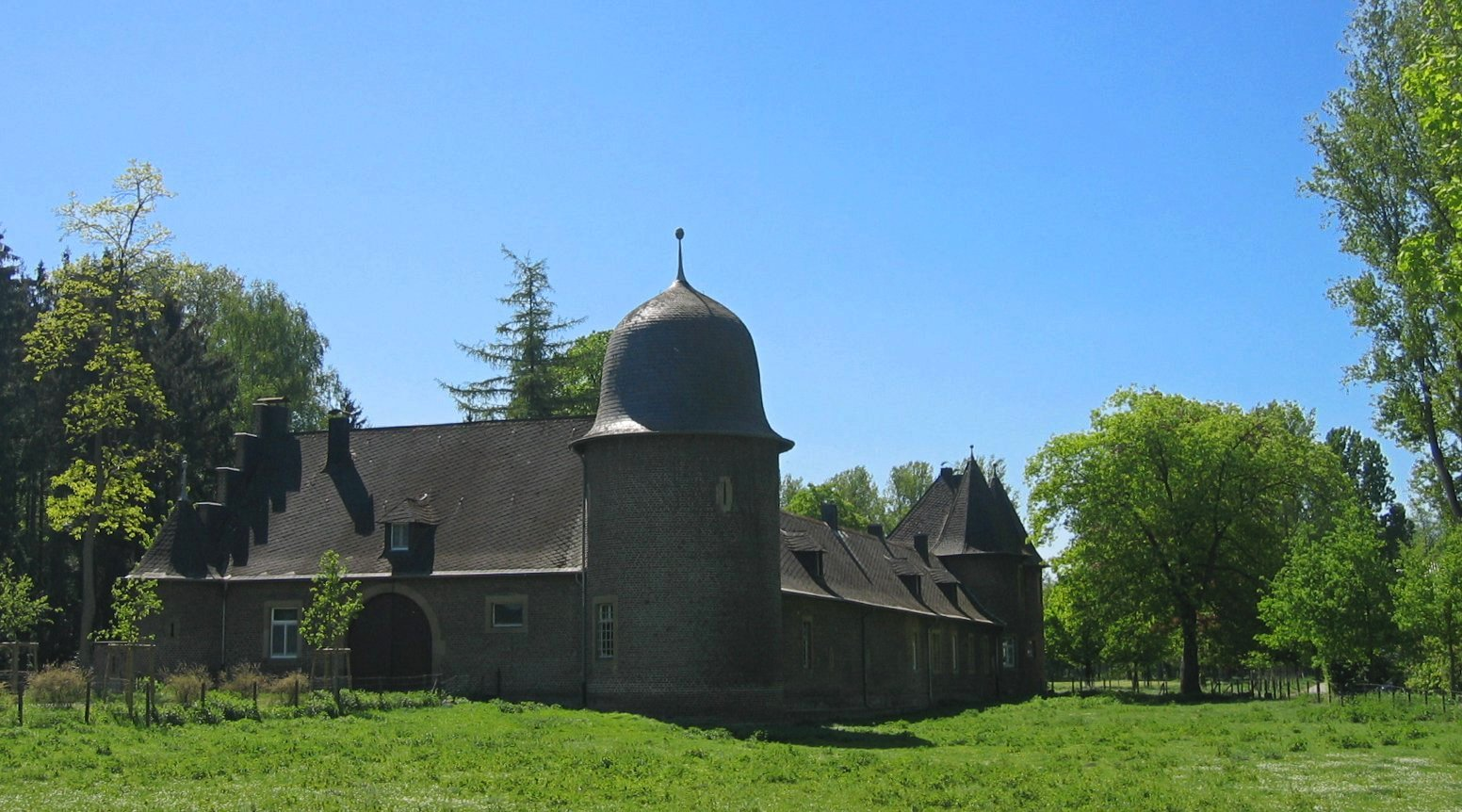
Замок Рімбург